# Standard 24/30
La 24/30 è un'autovettura prodotta dalla Standard nel 1906. Sostituì la 24 hp.
La 24/30 si collocava a metà della gamma offerta all'epoca dalla Standard, che era formata in totale da tre modelli. La più piccola era la 16/20, mentre la più grande era la 50 hp.
Come il modello che sostituì, anche la 24/30 era disponibile in versione torpedo quattro posti. Aveva installato un motore in linea anteriore a sei cilindri e valvole laterali, che possedeva una cilindrata totale di 5.232 cm³. La potenza erogata era di 30 CV.
Dopo solamente un anno di commercializzazione, la 24/30 fu tolta di produzione. Il modello che la sostituì fu la 30 hp.